# SCAMPER
SCAMPER (абревіатура від англ. Substitute Combine Adapt Modify Put Eliminate Reverse) — методика творчості у формі перевірочного списку. Автором методики є Боб Еберле (1997 рік), хоча ідея використання більш обширного перевірочного списку належить Алексу Осборну. Методика часто використовується для розробки нових продуктів. Техніка полягає в тому, щоби послідовно відповісти на питання про модифікацію задачі, що розглядається. Тим самим вивчаються різні її аспекти, в тому числі і ті, що наразі мало використовуються і мають в собі потенціал для розвитку або покращення.
Використання методики передбачає такі модифікації:
| Скорочення | Модифікація (англ.) | Значення                                                                 |
| ---------- | ------------------- | ------------------------------------------------------------------------ |
| S          | Substitute          | Замінити щось, наприклад компоненти, матеріали, людей                    |
| C          | Combine             | Комбінувати, наприклад з іншими функціями, приладами                     |
| A          | Adapt               | Додати щось, наприклад нові елементи, функції                            |
| M          | Modify              | Модифікувати, наприклад змінити розмір, форму, колір або інший атрибут   |
| P          | Put                 | Застосувати для чогось іншого, в іншій галузі                            |
| E          | Eliminate           | Видалити частини, спростити до головного                                 |
| R          | Reverse             | Поміняти місцями, перевернути, знайти застосування у чомусь протилежному |